# Rawle D. Lewis
Rawle D. Lewis est un acteur américain.

## Biographie
Rawle D. Lewis est notamment connu pour son rôle de Junior Bevil dans le film Rasta Rockett (1993).
Il a également joué un agent de sécurité dans K-PAX (1995) avec Kevin Spacey et Jeff Bridges.

## Filmographie
- 1991 : MacGyver (saison 7, épisode 6 "Mort vivant") : le marcheur haïtien
- 1993 : Rasta Rockett : Junior Bevil
- 1998 : Driven
- 2001 : K-PAX : L'Homme qui vient de loin (K-PAX) de Iain Softley
- 2009 : Angel of Death
- 2011 : Maddoggin'
- 2015 : Hybrids : Mr.Treilis